# The Winner Is... (seconda edizione)
La seconda edizione del talent show The Winner Is... è andata in onda dal 15 giugno 2017 al 13 luglio 2017, alle 21:10 su Canale 5, con la conduzione di Gerry Scotti, affiancato da Mara Maionchi e Alfonso Signorini, e ha visto come vincitore Salvatore Lampitelli.
Il programma è prodotto solo dalla Toro Produzioni e non più dalla Fascino, di Maria De Filippi, come avvenne nella prima edizione.
L'edizione è stata realizzata a cinque anni di distanza dalla prima.

## Puntate
- Il concorrente passa al turno successivo
- Il concorrente accetta i soldi offertigli e viene eliminato
- Il concorrente viene eliminato dalla giuria

### Prima puntata
Primo turno (offerta di 10 000 €)
| Sfida № | Concorrente blu                                        | Voti | Concorrente rosso                                    | Voti |
| ------- | ------------------------------------------------------ | ---- | ---------------------------------------------------- | ---- |
| 1       | Roberto Barocelli (che ha cantato The Great Pretender) | 66   | Michela Sala (che ha cantato Il mio giorno migliore) | 35   |
| 2       | Leonardo Monteiro (che ha cantato Crazy)               | 47   | Don Giuseppe Cafà (che ha cantato Perdere l'amore)   | 54   |
| 3       | Tonino Migliore (che ha cantato Se bruciasse la città) | 35   | Roberta Gentile (che ha cantato Oggi sono io)        | 66   |
| 4       | Le Gemelle Sapio (che hanno cantato Nessun dolore)     | 34   | I Blonde Brothers (che hanno cantato Ho Hey)         | 67   |

Semifinali (offerta di 20 000 €)
| Sfida № | Concorrente blu                                   | Voti | Concorrente rosso                                                                                  | Voti |
| ------- | ------------------------------------------------- | ---- | -------------------------------------------------------------------------------------------------- | ---- |
| 5       | Roberta Gentile (che ha cantato Bette Davis Eyes) | 90   | Don Giuseppe Cafà (che ha cantato C'era un ragazzo che come me amava i Beatles e i Rolling Stones) | 11   |
| 6       | Roberto Barocelli (che ha cantato L'essenziale)   | 34   | I Blonde Brothers (che hanno cantato Let Her Go)                                                   | 67   |

Finale (offerta di 30 000 €)
| Sfida № | Concorrente blu                                      | Voti | Concorrente rosso                                                | Voti |
| ------- | ---------------------------------------------------- | ---- | ---------------------------------------------------------------- | ---- |
| 7       | I Blonde Brothers (che hanno cantato Vietato morire) | 57   | Roberta Gentile (che ha cantato Don't Let the Sun Go Down on Me) | 44   |

### Seconda puntata
Primo turno (offerta di 10 000 €)
| Sfida № | Concorrente blu                                           | Voti | Concorrente rosso                                | Voti |
| ------- | --------------------------------------------------------- | ---- | ------------------------------------------------ | ---- |
| 1       | Valentina Borchi (che ha cantato Gli uomini non cambiano) | 95   | Daudia (che hanno cantato Just Give Me a Reason) | 6    |
| 2       | Paolo Marasciulo (che ha cantato Chiamami ancora amore)   | 31   | Corrado Neri (che ha cantato La sveglietta)      | 70   |
| 3       | Rachele Marinelli (che ha cantato Rolling in the Deep)    | 24   | Rita Lecchi (che ha cantato Amami amami)         | 77   |
| 4       | Gli Alti e Bassi (che hanno cantato Come Fly with Me)     | 33   | Desirèe Doro (che ha cantato Tutta colpa mia)    | 68   |

Semifinali (offerta di 20 000 €)
| Sfida № | Concorrente blu                                    | Voti | Concorrente rosso                      | Voti |
| ------- | -------------------------------------------------- | ---- | -------------------------------------- | ---- |
| 5       | Valentina Borchi (che ha cantato Try)              | 84   | Corrado Neri (che ha cantato Azzurro)  | 17   |
| 6       | Rita Lecchi (che ha cantato Non vivo più senza te) | 15   | Desirèe Doro (che ha cantato Io canto) | 86   |

Finale (offerta di 30 000 €)
| Sfida № | Concorrente blu                                     | Voti | Concorrente rosso                         | Voti |
| ------- | --------------------------------------------------- | ---- | ----------------------------------------- | ---- |
| 7       | Valentina Borchi (che ha cantato Il mare d'inverno) | 57   | Desirèe Doro (che ha cantato I Surrender) | 44   |

### Terza puntata
Primo turno (offerta di 10 000 €)
| Sfida № | Concorrente blu                                | Voti | Concorrente rosso                                             | Voti |
| ------- | ---------------------------------------------- | ---- | ------------------------------------------------------------- | ---- |
| 1       | Gli Operapop (che hanno cantato Grande amore)  | 66   | Giovanni Costello (che ha cantato Feeling Good)               | 35   |
| 2       | Jole Virgilio (che ha cantato I maschi)        | 51   | Alfonso di Berardino (che ha cantato Sweet Home Chicago)      | 50   |
| 3       | Mirko Algieri (che ha cantato A chi mi dice)   | 68   | Alessandro Piscitella (che ha cantato In un giorno qualunque) | 33   |
| 4       | Le Lollipop (che hanno cantato Down Down Down) | 45   | Alessandro Canino (che ha cantato Brutta)                     | 56   |

Semifinali (offerta di 20 000 €)
| Sfida № | Concorrente blu                              | Voti | Concorrente rosso                                     | Voti |
| ------- | -------------------------------------------- | ---- | ----------------------------------------------------- | ---- |
| 5       | Alessandro Canino (che ha cantato Adesso tu) | 65   | Gli Operapop (che hanno cantato Un amore così grande) | 36   |
| 6       | Jole Virgilio (che ha cantato Wrecking Ball) | 52   | Mirko Algieri (che ha cantato Occidentali's Karma)    | 49   |

Finale (offerta di 30 000 €)
| Sfida № | Concorrente blu                                       | Voti | Concorrente rosso                                | Voti |
| ------- | ----------------------------------------------------- | ---- | ------------------------------------------------ | ---- |
| 7       | Jole Virgilio (che ha cantato Il tempo non torna più) | 40   | Alessandro Canino (che ha cantato Diavolo in me) | 61   |

### Quarta puntata
Primo turno (offerta di 10 000 €)
| Sfida № | Concorrente blu                                             | Voti | Concorrente rosso                                           | Voti |
| ------- | ----------------------------------------------------------- | ---- | ----------------------------------------------------------- | ---- |
| 1       | Hana Kim (che ha cantato Torna a Surriento)                 | 75   | Davide Trotti & Deborah Luceri (che hanno cantato Arriverà) | 26   |
| 2       | Augusto Amicucci (che ha cantato Mi vendo)                  | 65   | Amedeo Ceppini (che ha cantato Per colpa di chi)            | 36   |
| 3       | Salvatore Lampitelli (che ha cantato Insieme a te sto bene) | 63   | Luana Primavera (che ha cantato Because the Night)          | 38   |
| 4       | Marco Rancati (che ha cantato Se telefonando)               | 35   | Marina Tafuri (che ha cantato Strano il mio destino)        | 66   |

Semifinali (offerta di 20 000 €)
| Sfida № | Concorrente blu                          | Voti | Concorrente rosso                                       | Voti |
| ------- | ---------------------------------------- | ---- | ------------------------------------------------------- | ---- |
| 5       | Augusto Amicucci (che ha cantato Più su) | 31   | Salvatore Lampitelli (che ha cantato Human)             | 70   |
| 6       | Hana Kim (che ha cantato Con te partirò) | 85   | Marco Rancati (che ha cantato Baby Did a Bad Bad Thing) | 16   |

Finale (offerta di 30 000 €)
| Sfida № | Concorrente blu                           | Voti | Concorrente rosso                                       | Voti |
| ------- | ----------------------------------------- | ---- | ------------------------------------------------------- | ---- |
| 7       | Hana Kim (che ha cantato You Raise Me Up) | 21   | Salvatore Lampitelli (che ha cantato Basta che mi vuoi) | 80   |

### Quinta puntata - Finale
Primo turno
| Sfida № | Concorrente blu                                           | Voti | Concorrente rosso                                  | Voti |
| ------- | --------------------------------------------------------- | ---- | -------------------------------------------------- | ---- |
| 1       | Salvatore Lampitelli - I Don't Want to Miss a Thing       | 90   | Alessandro Canino - Storie di tutti i giorni       | 11   |
| 2       | Blonde Brothers - Wild World                              | 51   | Valentina Borchi - Un'emozione da poco             | 50   |
| 3       | Salvatore Lampitelli - Deborah con Fausto Leali           | 87   | Alessandro Canino - Love Me Tender con Rita Pavone | 14   |
| 4       | Blonde Brothers - Noi siamo infinito con Alessio Bernabei | 59   | Valentina Borchi - Due respiri con Chiara          | 42   |

Finalissima
| Sfida № | Concorrente blu                                    | Voti | Concorrente rosso                        | Voti |
| ------- | -------------------------------------------------- | ---- | ---------------------------------------- | ---- |
| 6       | Blonde Brothers - Solo una volta (o tutta la vita) | 22   | Salvatore Lampitelli - Take Me to Church | 79   |
| 7       | Blonde Brothers - Ho Hey                           | 22   | Salvatore Lampitelli - Basta che mi vuoi | 79   |

## Finalisti
| N | Concorrente          | Voti |
| - | -------------------- | ---- |
| 1 | I Blonde Brothers    | 57   |
| 2 | Valentina Borchi     | 57   |
| 3 | Alessandro Canino    | 61   |
| 4 | Salvatore Lampitelli | 80   |

## Ascolti TV
| Puntata | Puntata   | Messa in onda  | Telespettatori | Share  |
| ------- | --------- | -------------- | -------------- | ------ |
| 1       | Audizioni | 15 giugno 2017 | 2 768 000      | 16,20% |
| 2       | Audizioni | 22 giugno 2017 | 2 797 000      | 15,80% |
| 3       | Audizioni | 29 giugno 2017 | 2 910 000      | 16,80% |
| 4       | Audizioni | 6 luglio 2017  | 2 294 000      | 14,70% |
| 5       | Finale    | 13 luglio 2017 | 2 721 000      | 16,80% |
| Media   | Media     | Media          | 2 698 000      | 16,06% |